# 앨리 랜드리
앨리 랜드리(Ali Landry, 1973년 7월 21일 ~ )는 미국의 배우이다. 1996년 미스 USA 우승자이기도 하다.

## 출연 작품
- 런어웨이 하트 (2015)
- 리틀 보이 (2015)
- 미 어게인 (2012)
- 크레센도  (2011)
- 더 스모킹 건 프리젠트: 월드 덤베스트 (2008)
- 벨라 (2006)
- 너의 아버지가 누구냐? (2003)
- 이브 (2003)
- 리플리 케이트 (2002)
- 카슨 데일리 쇼 (2002)
- 아웃 오브 타임 (2002)
- 소울키퍼 (2001)
- 뷰티풀 (2000)
- 펠리시티 (1998)